# Falkuša
Falkuša je osobit oblik gajete za ribarenje u području Visa, Korčule i Palagruže. Brzina te gajete dovedena je do maksimuma (sama gajeta je bila vitka i imala je priličnu brzinu) te je falkuša postizala do 12 čvorova jer su na postojeća rješenja gajete dodane falke (posebna uzdužna bočna dogradnja visoka i do pola metra). Duljina joj se kretala od 9 do 10 metara, nosivost do 5,5 tona tereta (ribe). Gradila se u Komiži. Gajeta je morski ribarski čamac zaobljena trupa, šiljata pramca i krme, s jednim latinskim jedrom (ponekad i oglavnim jedrom koje se moglo kratiti). Duga je između 6 (manji tip) i 12 metara (veći tip, opalubljen). Opskrbljena je s dva ili četiri vesla, kojima se vesla stojećki. Posada: 2-4 čovjeka. U Hrvatskoj je bila u uporabi od 16. st. najviše u srednjoj Dalmaciji.

## Vanjske poveznice
- Gajeta Hrvatska tehnička enciklopedija, portal hrvatske tehničke baštine. LZMK